# تاكويا واكاسوج
تاكويا واكاسوج (باليابانية: 若杉 拓哉) (مواليد 24 نوفمبر 1993)، هو لاعب كرة قدم ياباني سابق كان يلعب كمهاجم.

## وصلات خارجية
- تاكويا واكاسوج على موقع رابطة كرة القدم اليابانية للمحترفين (اليابانية)
- تاكويا واكاسوج على موقع قاعدة بيانات كرة القدم.إي يو (الإنجليزية)
- تاكويا واكاسوج على موقع Soccerway.com (الإنجليزية)